# Janvier 1945 (guerre mondiale)
Chronologie de la Seconde Guerre mondiale
Décembre 1944 - Janvier 1945 - Février 1945

## Événements
- 1er janvier :
  - Opération Bodenplatte menée par la Luftwaffe contre les bases aériennes alliées du nord-est de la France et de la Belgique ;
  - Déclenchement de l'opération Nordwind, offensive allemande en Alsace.

- 2 janvier : 
  - Charles de Gaulle refuse l'ordre américain d'évacuer Strasbourg : Alphonse Juin défend cet ordre face à ses supérieurs américains dans la soirée[1].
  - Bombardement de Nuremberg.
  - Hitler ordonne à Walther Model de réduire le saillant allié autour de Bastogne[2].

- 3 janvier : 
  - Rencontre De Gaulle - Eisenhower en présence de Churchill : l'ordre de repli allié, découvrant Strasbourg, est annulé[1].
  - Première contre-attaque alliée dans les Ardennes : la météo et le terrain enneigé, favorables à la défense, avantagent la défense allemande, réorganisée par Model[3].

- 5 janvier : 
  - La 3e division d'infanterie algérienne de la 1re armée française défend Strasbourg[4].
  - Bombardement allié sur Royan par la Royal Air Force:plus de 500 tués et blessés civils.

- 6 janvier : 
  - Le cuirassé américain USS New Mexico est endommagé pendant l'Invasion du golfe de Lingayen,par un kamikaze; qui cause la perte de 30 personnes dont son commandant, le capitaine Robert Walton Fleming et le représentant britannique du général Mac Arthur; ainsi que 87 blessés.

- 8 janvier : 
  - Hitler ordonne l'arrêt des opérations offensives dans les Ardennes et la retraite des unités allemandes sur leurs positions de départ. Le retrait allemand est mené de façon organisé[1].

- 9 janvier : 
  - Déclenchement de l'opération S-Day, nom de code du débarquement à Luçon. Plus de 70 navires de guerre américains pénétrèrent à sept heures du matin le golfe de Lindayen, les débarquements de troupes commençant une heure plus tard. La marine américaine subit des attaques de kamikazes.
  - Nombreux raids aériens menée par la troisième flotte américaine. Les troupes américaines avancèrent sans rencontrer beaucoup de résistance jusqu'au 23 janvier.

- 12 janvier : 
  - Déclenchement de l'offensive d'hiver soviétique en Pologne par le 1er front biélorusse (Joukov) et le 1er front ukrainien (Koniev). L'offensive est également déclenchée sur les autres fronts par les 2ème front biélorusse (Rokossovski) et 3ème front biélorusse (Tcherniakovski).

- 13 janvier : 
  - Attaque alliée dans les Ardennes contre le Nord du saillant créé par le succès allemand du mois précédent.

- 14 janvier : 
  - Hitler autorise une retraite des unités engagées dans les Ardennes sur la ligne Siegfried, s'opposant à une retraite derrière le Rhin, préconisée par les maréchaux Gerd von Rundstedt et Walther Model, chargé des opérations dans les Ardennes[5].

- 15 janvier : 
  - Un second débarquement a lieu au sud-ouest de Manille dans les Philippines. Les Américains entament l'avance sur la capitale.

- 16 janvier :
  - Les résistants norvégiens Roy Nielsen (en), du réseau Milorg, et Max Manus coulent le navire frigorifique SS Donau affrété par la compagnie Norddeutscher Lloyd, dans le fjord d'Oslo, à l'aide de mines limpet.
  - Hitler quitte son quartier-général de l'Ouest d'Adlerhorst pour le Fuhrerbunker à Berlin, son dernier centre de commandement[6].

- 17 janvier : 
  - Entrée de l'Armée rouge (Joukov) à Varsovie, évacuée par les unités allemandes en retraite.
  - Bombardement aérien de Magdebourg par 371 bombardiers britanniques.Plus de 4000 morts.

- 18 janvier : 
  - l'Armée rouge libère Łódź.

- 20 janvier :
  - Accélération de la retraite allemande dans les Ardennes.
  - À Moscou signature de l'armistice entre l'URSS et la Hongrie.
  - Début de la bataille de la poche de Colmar.

- 23 janvier :
  - île de Luçon: les combats commencent vraiment lorsque les troupes américaines atteignent Clark Air Base.

- 25 janvier : 
  - arrêt de l'opération Nordwind en Alsace ;
  - arrêt de l'opération Wacht am Rhein lancée par les Allemands dans les Ardennes le 16 décembre 1944.
  - Évacuation de la Wolfsschanze par la Wehrmacht.

- 27 janvier : 
  - Fin de la bataille des Ardennes : les Allemands sont rejetés au-delà de leurs lignes de départ ;
  - Le camp de concentration d'Auschwitz est libéré par l'Armée rouge.
  - Occupation  de la Wolfsschanze par l'Armée rouge.

- 31 janvier : 
  - Les troupes soviétiques franchissent l'Oder de part et d'autre de Francfort-sur-l'Oder. De petites têtes de pont sont constituées sur la rive gauche du fleuve. Ce franchissement marque le début d'une longue bataille d'usure sur la rive occidentale du fleuve.

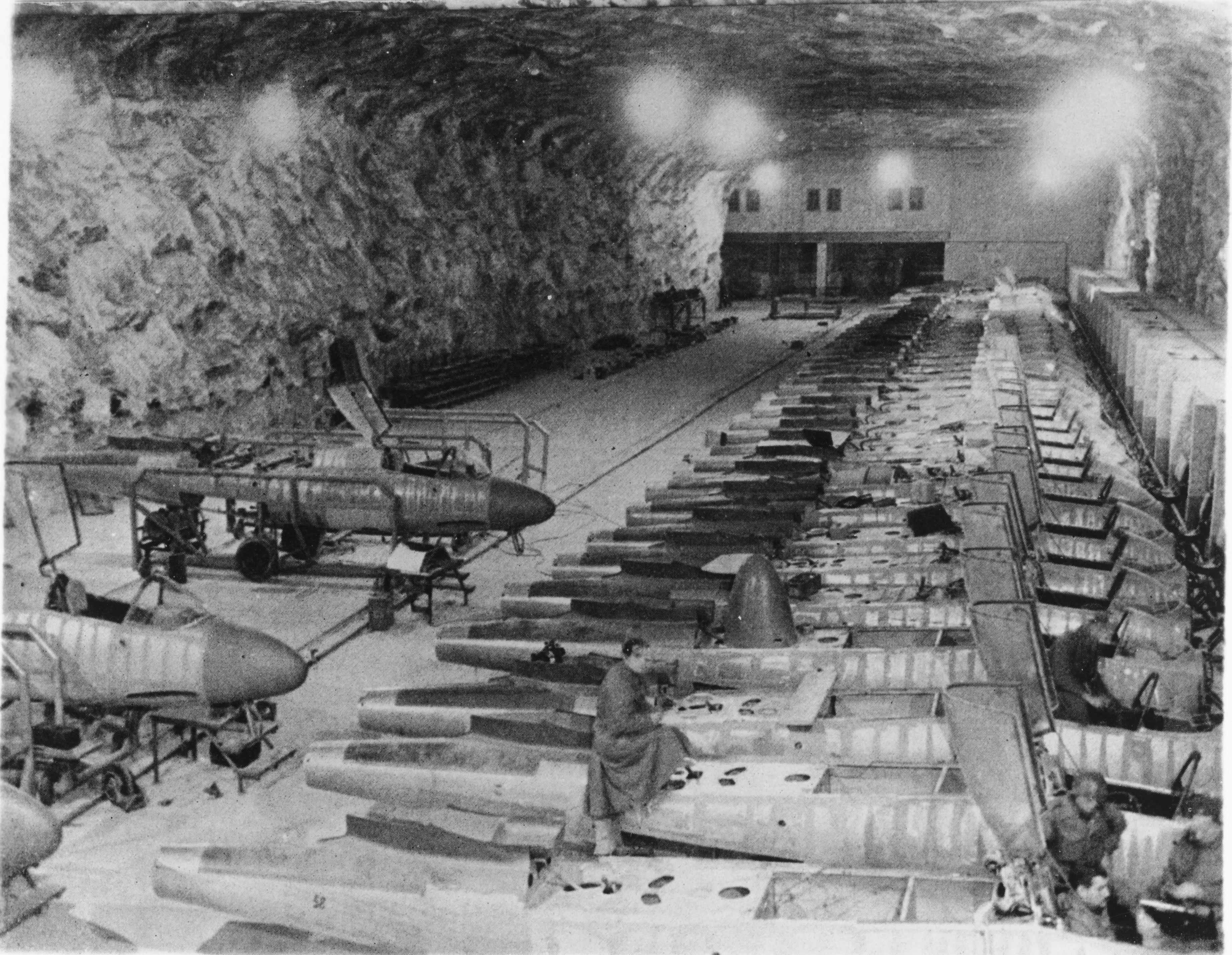
Atelier d'assemblage souterrain de Heinkel He 162 en janvier 1945. Le bombardement stratégique intensif des Alliés a conduit à la dispersion des usines d'armement.